# Platydema
Platydema es un género de escarabajos de la tribu Diaperini.

## Especies
- Platydema alticorne Gravely, 1915
- Platydema americanum Laporte & Brullé, 1831
- Platydema asymmetricum Champion, 1893
- Platydema aurimaculatum Gravely, 1915
- Platydema bimaculatum Champion, 1886
- Platydema coeruleum Gebien, 1925
- Platydema cruentum (Perty, 1830)
- Platydema cruentatum Laporte de Castelnau & Brullé, 1831
- Platydema dejeanii Laporte de Castelnau & Brullé, 1831
- Platydema ellipticum (Fabricius, 1798)
- Platydema endoi Masumoto, 1984
- Platydema erythrocera'
- Platydema europaeum Laporte de Castelnau & Brullé, 1831
- Platydema excavatum (Say, 1824)
- Platydema flavipes (Fabricius, 1801)
- Platydema flavopictum Gebien, 1913
- Platydema fumosum
- Platydema guatemalense Champion, 1886
- Platydema haemorrhoidale Gebien, 1913
- Platydema inquilinum
- Platydema irradians (Chevrolat, 1877)
- Platydema laevipes Haldeman, 1848
- Platydema lebomicum Schawaller, 2004
- Platydema marseuli Lewis, 1894
- Platydema micans Horn, 1870
- Platydema monoceros Gebien, 1925
- Platydema neglectum Triplehorn, 1965
- Platydema nigratum
- Platydema nigricorne Laporte de Castelnau & Brullé, 1831
- Platydema nigrifrons Chevrolat, 1878
- Platydema notatum Laporte de Castelnau & Brullé, 1831
- Platydema obscurum Sharp, 1885
- Platydema oregonense LeConte, 1857
- Platydema pallidicolle (Lewis, 1894)
- Platydema parachalceum Masumoto, 1982
- Platydema picilabrum Melsheimer, 1846
- Platydema picipes Laporte de Castelnau & Brullé, 1831
- Platydema pictum (Fauvel, 1904)
- Platydema quindecimmaculatum Chevrolat, 1878
- Platydema raharizoninai Ardoin, 1966
- Platydema rubropictum Chevrolat, 1878
- Platydema ruficolle
- Platydema ruficorne (Sturm, 1826)
- Platydema sakishimense Nakane, 1973
- Platydema sauteri Gebien, 1913
- Platydema sawadai Masumoto, 1991
- Platydema sexmaculatum Chevrolat, 1878
- Platydema sexnotatum
- Platydema silphoides Laporte de Castelnau & Brullé, 1831
- Platydema striatum (Montrouzier, 1860)
- Platydema subcostatum Laporte & Brullé, 1831
- Platydema subfascium (Walker, 1858)
- Platydema sulcipenne Gebien, 1925
- Platydema tahitiense Kaszab, 1985
- Platydema takeii Nakane, 1956
- Platydema teleops Triplehorn, 1965
- Platydema terusane Masumoto, 1984
- Platydema tibiale Chevrolat, 1878
- Platydema toyamai Masumoto & al., 2013
- Platydema transversum Laporte de Castelnau & Brullé, 1831
- Platydema triste Laporte de Castelnau & Brulle, 1831
- Platydema tuchinlonoi Masumoto, 1982
- Platydema varians Laporte de Castelnau & Brullé, 1831
- Platydema violaceum (Fabricius, 1790)
- Platydema wandae Triplehorn, 1965
- Platydema yangmingense Masumoto, 1982